# Papyri van Herculaneum

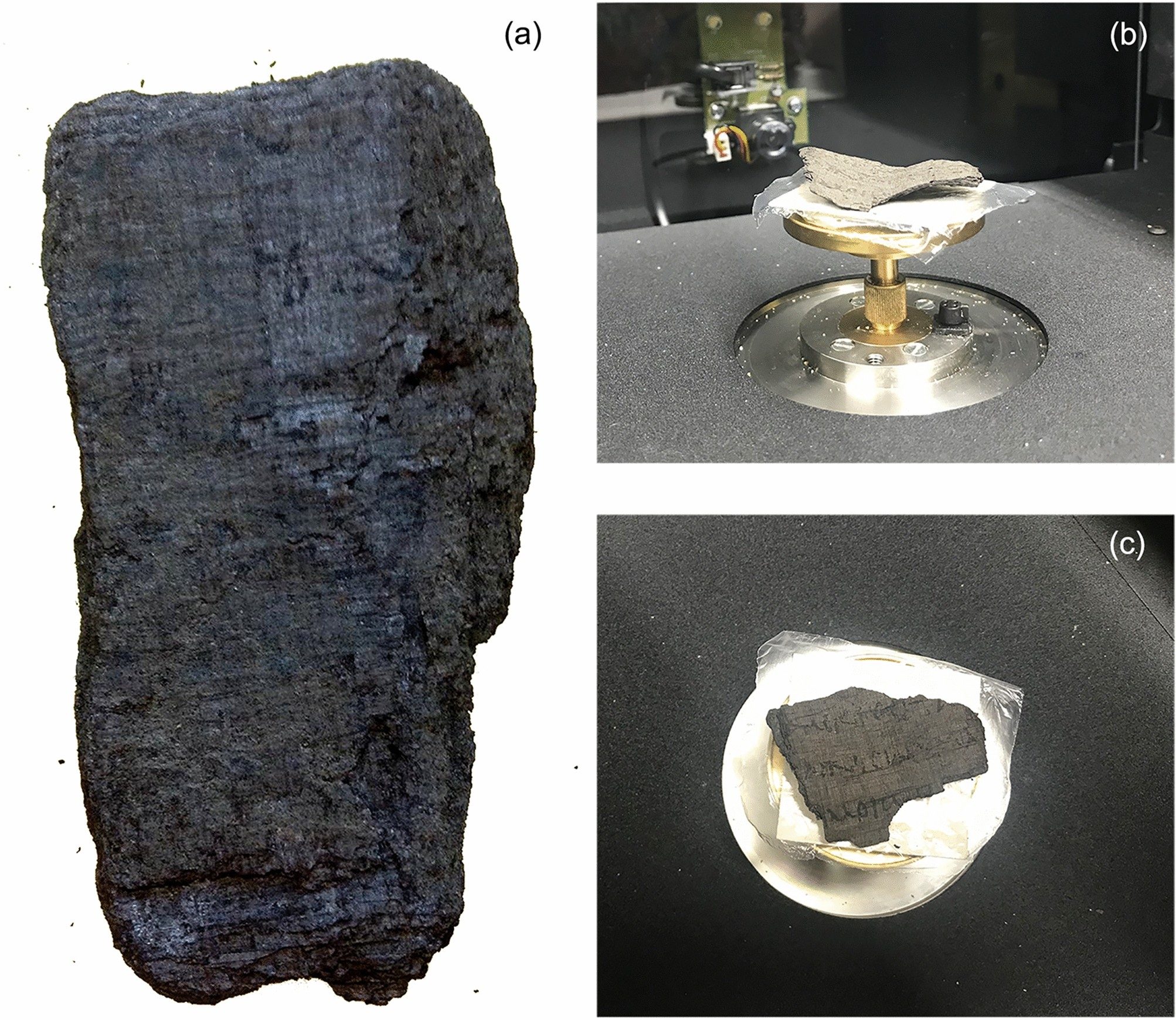
Herculaneum papyri

 De Papyri van Herculaneum (Latijn: Papyri Herculanenses, afgekort PHerc.) zijn honderden verkoolde boekrollen uit de Villa dei Papiri in Herculaneum. De bibliotheek uit de in 79 door de Vesuvius bedolven stad is de enige die uit de klassieke oudheid is overgeleverd.
Sinds de ontdekking ervan in 1752 worden onafgebroken inspanningen gedaan om de teksten te ontcijferen en te editeren, wat uiterst moeizaam gaat door het gevaar voor verpulvering. Voor de oudheidkunde en de filosofie is het een unieke en potentieel onschatbare bron van informatie. In de 20e eeuw is veel voortgang gemaakt dankzij nieuwe beeldvormingstechnieken en in de 21e eeuw is ook de techniek van virtual unrolling stilaan beschikbaar gekomen.
De geïnventariseerde stukken van de collectie zijn afkomstig van 650 à 1100 boekrollen en worden bewaard in de Biblioteca Nazionale di Napoli. Honderden rollen daarvan zijn nog ongeöpend en vermoedelijk nog meer liggen er te wachten in de onopgegraven delen van de Villa dei Papiri (aangezien de gevonden rollen in hoofdzaak Grieks zijn, is het goed mogelijk dat zich nog een tweede, Latijnse bibliotheek in de villa bevindt).
De meeste teksten hebben een filosofische, epicuristische inhoud. Omdat vele ervan het werk zijn van Filodemos van Gadara, neemt men aan dat de papyri van Herculaneum ooit zijn persoonlijke bibliotheek vormden. Deze filosoof overleed in de stad vóór de uitbarsting. Ook van Epikouros en Chrysippos zijn teksten geïdentificeerd.
Eén papyrusrol bevat doorgaans maximaal 1.200 regels of 10.000 woorden, terwijl een modern boek van 400 pagina's ongeveer 100.000 woorden bevat. In totaal zijn er ongeveer 30 miljoen woorden uit de Europese oudheid in een of andere vorm tot ons gekomen. Dat staat gelijk aan 3.000 boekrollen of 300 moderne boeken van 400 pagina's. Wanneer wetenschappers met behulp van moderne AI-tekstherkenningstechnologieën alle resterende 600 opgerolde, verkoolde, verzegelde en onleesbare papyrusrollen van de bibliotheek van Herculaneum kunnen lezen, worden er nog eens 60 moderne teksten van 400 pagina's uit de Europese oudheid toegevoegd aan de 300 die al beschikbaar zijn. Hierdoor zal de hoeveelheid informatie uit de Europese oudheid die beschikbaar is voor de mensheid met 20% toenemen.